# 阿里木江·哈力克
阿里木江·哈力克（维吾尔语：ئالىمجان خالىق，拉丁维文：Alimjan Halik，1971年—），通称阿里木，维吾尔族，“感动中国”2011年度人物。

## 生平
阿里木1971年出生于新疆和静县乃门莫墩村。1989年参军，退伍后在当地供销社工作。2002年来到毕节市经营烤羊肉串。2006年同校方一起设立毕节学院“阿里木助学金”，2007年，阿里木又在贵州大学与校方合作设立了“阿里木助学金”。曾将卖出30多万串羊肉串攒下的10多万元资助了160多名贫困学生。